# Lauren Alaina
Lauren Alaina (nascida Lauren Alaina Suddeth em 8 de novembro de 1994) é uma cantora americana de Rossville (Geórgia). Lauren obteve a segunda colocação na décima temporada do programa American Idol, atrás do vencedor, Scotty McCreery.

## Vida Pessoal
Lauren Alaina nasceu em 8 de novembro de 1994, filha de Kristy e J.J. Suddeth de Rossville (Geórgia). Seu pai trabalho como técnico de processos em Chattanooga, Tennessee. Ela é estudante do segundo ano na Lakeview-Fort Oglethorpe High School em Fort Oglethorpe, Geórgia, onde é líder de torcida (cheerleader em inglês). Lauren foi inspirada para cantar por sua prima, Holly Witherow, que foi diagnosticada com um tumor cerebral. Antes de sua participação no Idol, Lauren apresentou-se diversas vezes na área de Chattanooga e foi a primeira vencedora da competição de jovens talentos WinniSTAR, no parque Lake Winnepesaukah em 2009. Além de cantar, Lauren escreveu diversas músicas, incluindo "Leaving" e "Set Me Free".

## American Idol

### Resumo
A audição de Lauren para a décima temporada de American Idol foi em Nashville (Tennessee). Ela foi a segunda colocada na classificação geral. Nesta temporada ocorreu a final mais jovem até então, já que os dois finalistas, Lauren e Scotty McCreery, têm 16 e 17 anos respectivamente. Lauren também foi a mais jovem concorrente a chegar à final. Também foi a primeira vez que dois concorrentes do mesmo gênero musical (country) chegaram à final.
O dia 14 de maio foi proclamado "Dia de Lauren Alaina" em sua cidade natal, Rossville, Geórgia.

### Performances/Resultados
| Episódio                     | Tema                                           | Música escolhida                           | Artista original       | Ordem | Resultado        |
| ---------------------------- | ---------------------------------------------- | ------------------------------------------ | ---------------------- | ----- | ---------------- |
| Audição                      | Escolha do auditor                             | "Like We Never Loved at All"               | Faith Hill             | N/A   | Avançou          |
| Audição                      | Escolha do auditor                             | "I Don't Want to Miss a Thing"             | Aerosmith              | N/A   | Avançou          |
| Rodada de Hollywood, Parte 1 | Primeiro Solo                                  | "Unchained Melody"                         | The Righteous Brothers | N/A   | Avançou          |
| Rodada de Hollywood, Parte 2 | Performance em grupo                           | "Some Kind of Wonderful"                   | Soul Brothers Six      | N/A   | Avançou          |
| Rodada de Hollywood, Parte 3 | Segundo Solo                                   | "I Don't Want to Miss a Thing"             | Aerosmith              | N/A   | Avançou          |
| Rodada de Las Vegas          | Músicas dos The Beatles - Performance em grupo | "Hello, Goodbye"                           | The Beatles            | N/A   | Avançou          |
| Rodada final de Hollywood    | Último Solo                                    | "Unchained Melody"                         | The Righteous Brothers | N/A   | Avançou          |
| Top 24 (12 Mulheres)         | Escolha Pessoal                                | "Turn On the Radio"                        | Reba McEntire          | 11    | Avançou          |
| Top 13                       | Seu Ídolo Pessoal                              | "Any Man of Mine"                          | Shania Twain           | 1     | Salva            |
| Top 12                       | Ano em que nasceu                              | "I'm the Only One"                         | Melissa Etheridge      | 11    | Salva            |
| Top 11                       | Motown                                         | "You Keep Me Hangin' On"                   | The Supremes           | 4     | Salva            |
| Top 111                      | Elton John                                     | "Candle in the Wind"                       | Elton John             | 6     | Salva            |
| Top 9                        | Calçada da Fama do Rock & Roll                 | "(You Make Me Feel Like) A Natural Woman"  | Aretha Franklin        | 4     | Salva            |
| Top 8                        | Músicas de Filmes                              | "The Climb" — Hannah Montana: The Movie    | Miley Cyrus            | 2     | Salva            |
| Top 7                        | Músicas do Século 21                           | "Born to Fly"                              | Sara Evans             | 7     | Salva            |
| Top 6                        | Carole King                                    | Solo "Where You Lead"                      | Carole King            | 2     | Salva            |
| Top 6                        | Carole King                                    | Dueto "Up on the Roof" com Scotty McCreery | The Drifters           | 6     | Salva            |
| Top 5                        | Músicas de Agora e Antes                       | "Flat on the Floor"                        | Katrina Elam           | 3     | Bottom 22        |
| Top 5                        | Músicas de Agora e Antes                       | "Unchained Melody"                         | The Righteous Brothers | 8     |                  |
| Top 4                        | Músicas que inspiram                           | "Anyway"                                   | Martina McBride        | 4     | Salva            |
| Top 4                        | Músicas de Leiber e Stoller                    | "Trouble"                                  | Elvis Presley          | 7     | Salva            |
| Top 3                        | Escolha do participante                        | "Wild One"                                 | Zaca Creek             | 2     | Salva            |
| Top 3                        | Escolha do Jimmy Iovine                        | "If I Die Young"                           | The Band Perry         | 5     | Salva            |
| Top 3                        | Escolha dos jurados                            | "I Hope You Dance"                         | Lee Ann Womack         | 8     | Salva            |
| Final                        | Performance Favorita                           | "Flat on the Floor"                        | Katrina Elam           | 2     | Segunda colocada |
| Final                        | Escolha da Carrie Underwood                    | "Maybe It Was Memphis"                     | Pam Tillis             | 4     | Segunda colocada |
| Final                        | Primeiro Single                                | "Like My Mother Does"                      | Kristy Lee Cook        | 6     | Segunda colocada |

- ↑Nota 1  Devido a ter sido usada a possibilidade de salvar um candidato, Casey Abrams, os Top 11 continuaram intactos por mais uma semana, tendo sido então eliminados dois participantes na semana seguinte.
- ↑Nota 2  Quando Ryan Seacrest anunciou os resultados desta noite em particular, Lauren ficou entre os 2 últimos colocados, mas em seguida foi declarada salva, já que Jacob Lusk foi eliminado.

## Discografia

### 2011: Wildflower
No dia 11 de outubro de 2011, Lauren Alaina lançou seu primeiro álbum, chamado 'Wildflower', contido por doze faixas. Seu álbum estreou na 5ª posição nos Estados Unidos, com mais de 70.000 cópias vendidas na 1ª semana. O álbum também estreou em #22 no Canadá. No total, o álbum vendeu 303.000 cópias nos Estados Unidos. A cantora também lançou o álbum "American Idol Season 10: Lauren Alaina", com canções cantadas no programa, estreando em #24 na Billboard 200 e #63 no Canadá.
O 1º single do Wildflower, lançado na final do American Idol foi Like My Mother Does, originalmente gravada por Kristy Lee Cook. A versão de Lauren Alaina chegou a ser a 2ª música mais baixada do iTunes e estreou na 20ª posição da Billboard Hot100, além de ter conseguido o top50 do Canadá. A música já vendeu aproximadamente 400.000 cópias. O 2º single da cantora foi Georgia Peaches. A canção atingiu #32 no Country Songs da Billboard e vendeu 189.000 cópias nos Estados Unidos. O 3º single, Eighteen Inches, foi lançado em Julho de 2012. A música foi co-escrita por Carrie Underwood.

### 2015: Lauren Alaina EP
Em Maio de 2013, Lauren lançou a canção "Barefoot and Buckwild" para as rádios country, com a intenção de ser o carro-chefe de seu novo projeto. A canção atingiu a moderada posição 56 nas paradas country. Em Agosto de 2014, Lauren passou por uma cirurgia em suas cordas vocais, e alegou estar trabalhando em um som mais maduro.
Em Agosto de 2015, foi lançada a faixa "History', escolhida como tema da ESPN. A canção fez parte do EP "Lauren Alaina", lançado em Setembro de 2015. O single oficial do EP, "Next Boyfriend", vendeu 10.000 cópias em sua primeira semana, e atingiu a 39ª posição do Hot Country Songs da Billboard. O clipe da música foi lançado em Janeiro de 2016. Em Novembro de 2016, Lauren lançou um cover natalino da faixa "Oh Holy Night".

### 2017: Road Less Traveled
A música "Road Less Traveled", foi escrita por Lauren, Meghan Trainor e Jesse Frasure em 2013. Na época, Alaina estava passando por problemas de bulimia, com o divórcio de seus pais, e o seu pai indo para a reabilitação. Por isso, quis escrever uma canção animadora que poderia inspirar outros com problemas semelhantes. A música fez parte do seu EP de 2015, mas foi lançada como single apenas um ano depois. "Road Less Traveled" se tornou um hit para a cantora, atingindo a primeira posição da Billboard Country. Nas rádios country do Canadá, a canção também obteve sucesso, atingindo a 3ª posição.
Em Janeiro de 2017, Lauren lançou seu segundo álbum de estúdio, com o mesmo nome do single, "Road Less Traveled". O álbum estreou na 3ª posição do Country Albums dos Estados Unidos e na 7ª posição do Country Albums do Reino Unido, além da 31ª posição na Billboard 200. O álbum foi inteiramente co-escrito pela cantora. "Road Less Traveled" recebeu excelentes avaliações dos críticos. A Rolling Stone classificou o álbum como um dos melhores do gênero lançados no ano, dizendo que o álbum é "uma clara indicação de que a finalista do American Idol viveu bastante nos últimos 6 anos após o seu álbum de estreia. Alaina entrou na música como uma adolescente com uma grande voz - em Road Less Traveled, ela é uma mulher crescida em pleno comando dessa voz."
Em Fevereiro de 2017, a faixa "What Ifs", de Kane Brown e Lauren Alaina, foi lançada como single. Posteriormente, se tornou a segunda música de Lauren a atingir a primeira posição na Billboard Country. A música ficou em 26º na Billboard Hot 100, se tornando a segunda maior posição de Lauren nessa parada. Em Maio de 2017, Lauren apareceu na faixa "Are You Happy Now", em colaboração com Rascal Flatts. No mesmo mês, Doin' Fine foi lançada como single oficial da cantora. O filme "Road Less Traveled", estrelado por Alaina, contou com várias músicas do álbum em sua trilha-sonora, e foi lançado em Junho de 2017.

### Prêmios e Indicações
| Ano  | Premiação                        | Categoria                            | Trabalho                   | Resultado | Ref.  |
| ---- | -------------------------------- | ------------------------------------ | -------------------------- | --------- | ----- |
| 2012 | CMT Music Awards                 | Vídeo Revelação do Ano               | Georgia Peaches            | Indicada  | [ 7 ] |
| 2012 | Teen Choice Awards               | Artista Country Feminina             | Lauren Alaina              | Indicada  |       |
| 2012 | Teen Choice Awards               | Participante de Reality Show         | Lauren Alaina              | Indicada  |       |
| 2012 | Inspirational Country Awards     | Vídeo Inspiracional                  | Like My Mother Does        | Indicada  |       |
| 2012 | American Country Awards          | Nova Artista do Ano                  | Lauren Alaina              | Venceu    | [ 8 ] |
| 2016 | PDF Awards                       | Artista do Ano                       | Lauren Alaina              | Indicada  |       |
| 2017 | ACM Awards                       | Nova Artista Feminina                | Lauren Alaina              | Indicada  |       |
| 2017 | Radio Disney Music Awards        | Nova Artista Country                 | Lauren Alaina              | Indicada  |       |
| 2017 | CMT Music Awards                 | Vídeo Revelação do Ano               | Road Less Traveled         | Venceu    | [ 9 ] |
| 2017 | CMT Music Awards                 | Vídeo Feminino do Ano                | Road Less Traveled         | Indicada  |       |
| 2017 | CMT Music Awards                 | Social Superstar                     | Lauren Alaina              | Indicada  |       |
| 2017 | Music Row Awards                 | Artista-Compositora Revelação do Ano | Lauren Alaina              | Venceu    |       |
| 2017 | Country Music Association Awards | Nova Artista do Ano                  | Lauren Alaina              | Indicada  |       |
| 2017 | Rare Country Music Awards        | Artista Feminina do Ano              | Lauren Alaina              | Indicada  |       |
| 2017 | Rare Country Music Awards        | Dueto do Ano                         | What Ifs                   | Venceu    |       |
| 2017 | PDF Awards                       | Ator/Atriz do Ano                    | Lauren Alaina              | Venceu    |       |
| 2017 | PDF Awards                       | Filme do Ano                         | Road Less Traveled (Movie) | Venceu    |       |
| 2018 | ACM Awards                       | Nova Artista Feminina                | Lauren Alaina              | Venceu    |       |
| 2018 | ACM Awards                       | Evento Vocal do Ano                  | What Ifs                   | Indicada  |       |
| 2018 | Billboard Music Awards           | Música Country                       | What Ifs                   | Indicada  |       |
| 2018 | CMT Music Awards                 | Vídeo do Ano                         | What Ifs                   | Indicada  |       |
| 2018 | CMT Music Awards                 | Vídeo Colaborativo do Ano            | What Ifs                   | Venceu    |       |
| 2018 | CMT Music Awards                 | Vídeo Feminino do Ano                | Doin' Fine                 | Indicada  |       |
| 2018 | CMA Awards                       | Nova Artista do Ano                  | Lauren Alaina              | Pendente  |       |